# Piotr Pac
Piotr Pac (in lituano Petras Pacas; dopo il 1570 – 1642) è stato un nobile polacco-lituano, cancelliere di corte lituano dal 1613, tesoriere di corte lituano dal 1635, voivoda di Trakai (1640-1642).
Partecipò alla Battaglia di Kircholm nel 1605. Nel 1607 prese parte alla commissione che stabilì i confini tra la Confederazione polacco-lituana e il Ducato di Curlandia.
| Controllo di autorità | VIAF (EN) 2695147665814060670000 |